# Liste der Naturdenkmale in Erolzheim
| Naturdenkmale | Anzahl |
| ------------- | ------ |
| FND           | 0      |
| END           | 1      |
| Gesamt        | 1      |

Die Liste der Naturdenkmale in Erolzheim nennt die verordneten Naturdenkmale (ND) der im baden-württembergischen Landkreis Biberach liegenden Gemeinde Erolzheim. In Erolzheim gibt es insgesamt ein als Naturdenkmal geschütztes Objekt, es gibt kein flächenhaftes Naturdenkmal (FND), es handelt sich um ein Einzelgebilde-Naturdenkmale (END).
Stand: 31. Oktober 2016.

## Einzelgebilde (END)
| Name                                      | Bild | Kennung     | Einzelheiten | Position | Fläche Hektar | Datum         |
| ----------------------------------------- | ---- | ----------- | ------------ | -------- | ------------- | ------------- |
| 1 Linde auf dem Kapellenberg in Erolzheim |      | 84260440001 | Erolzheim    | ⊙        | 0,0           | 18. Dez. 1939 |
| Legende für Naturdenkmal                  |      |             |              |          |               |               |